# Academia film Olomouc

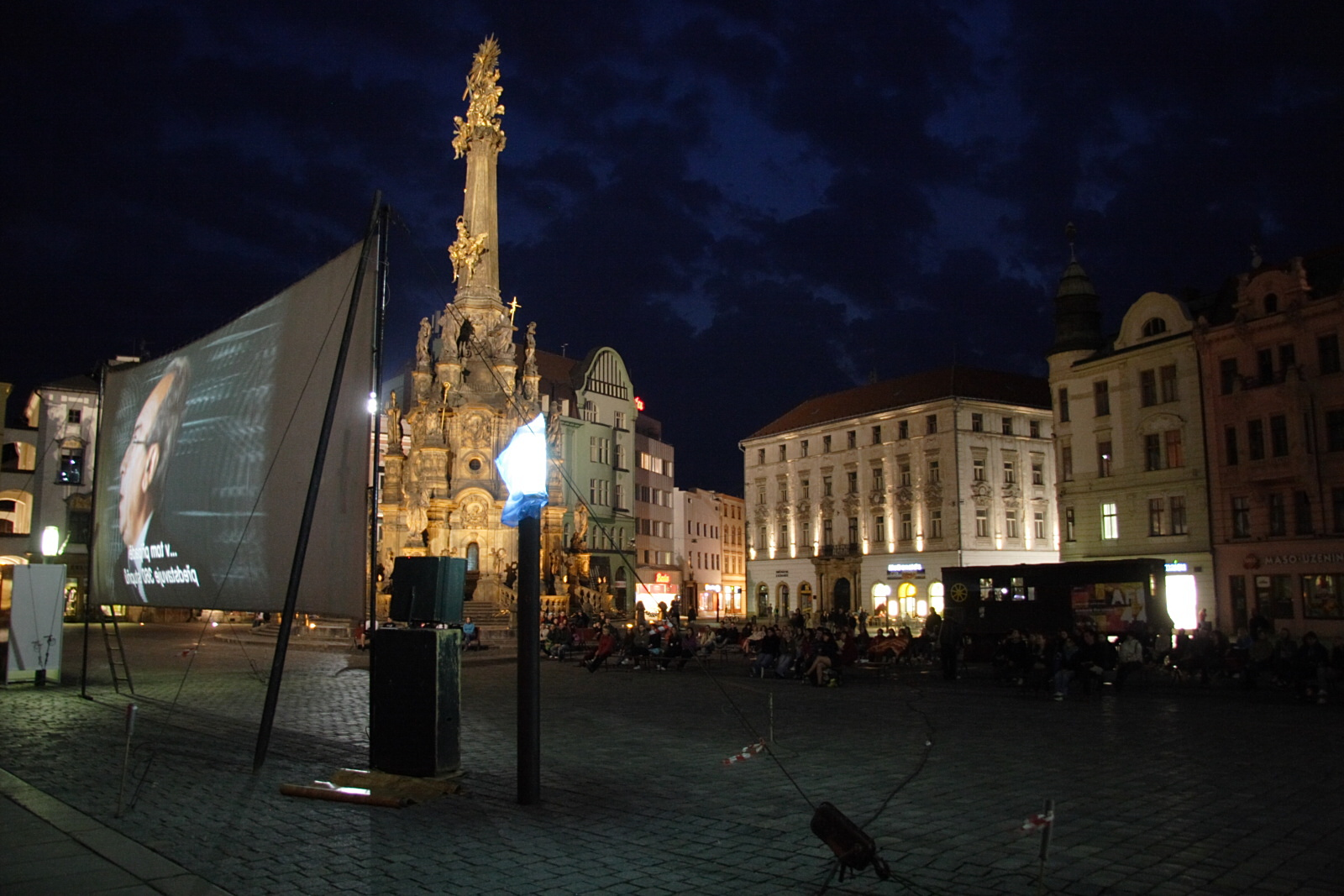
AFO-Filmvorstellung auf dem Marktplatz

Das Academia film Olomouc (AFO) ist ein in Olmütz (tschechisch Olomouc) stattfindendes internationales Filmfestival für populärwissenschaftliche Filme und Dokumentarfilme. Das Festival wurde 1966 durch eine gemeinsame Initiative des Krátký film Praha, der Palacký-Universität Olomouc und der Tschechoslowakischen Akademie der Wissenschaften gegründet. Es handelt sich somit um das älteste Festival dieser Art in Tschechien. Derzeitiger Hauptveranstalter ist die Palacký-Universität.